# Арсебюк, Хайри
Хайри Арсебюк (тур. Hayri Arsebük, 8 февраля 1915 — 1943) — турецкий баскетболист, игравший на позиции тяжёлого форварда. Участник летних Олимпийских игр 1936 года.

## Биография
Хайри Арсебюк родился 8 февраля 1915 года.
В 1932—1936 годах играл в баскетбол на позиции тяжёлого форварда за «Галатасарай» из Стамбула. В 1934—1936 годах в его составе трижды становился чемпионом Стамбульской лиги, в 1933 году — серебряным призёром.
24 июня 1936 года был участником первого матча в истории сборной Турции по баскетболу, в котором турки в стамбульском районе Бейоглу выиграли у сборной Греции — 49:12.
В 1936 году вошёл в состав сборной Турции по баскетболу на летних Олимпийских играх в Берлине, поделившей 19-21-е места. Провёл 1 матч, сыграв против сборной Египта.
Умер в 1943 году.